# Kyrpaczewo
Kyrpaczewo (bułg. Кърпачево) – wieś w Bułgarii, w obwodzie Łowecz, w gminie Letnica. Według danych szacunkowych Ujednoliconego Systemu Ewidencji Ludności oraz Usług Administracyjnych dla Ludności, 15 grudnia 2018 roku miejscowość liczyła 104 mieszkańców.

## Osoby związane z miejscowością
- Christo Kyrpaczew (1911–1943) – bułgarski poeta, partyzant